# Viktor Kronig
Viktor Kronig (* 18. Dezember 1933 in Zermatt) ist ein ehemaliger Schweizer Skisportler, der in der Nordischen Kombination und im Skilanglauf an Wettkämpfen teilnahm.

## Werdegang
Kronig, der für den SC Zermatt startete und als Skilehrer tätig war, wuchs mit sieben Brüdern auf, unter anderen Alfred Kronig, der ebenfalls im Skilanglauf aktiv war. Er bestritt ebenfalls Patrouillenläufe und trat national im Skilanglauf erstmals bei den Schweizer Skimeisterschaften 1954 in Grindelwald in Erscheinung, wo er den neunten Platz im 18-km-Lauf errang. In der Saison 1954/55 kam er bei den Militär-Skiweltmeisterschaften in Andermatt auf den dritten Platz und bei den Schweizer Meisterschaften 1955 in Les Rasses auf den zweiten Rang im 15-km-Lauf. In der folgenden Saison belegte er den 26. Platz beim internationalen Rennen in Le Brassus und den 11. Rang über 15 km in Morez Zudem kam er bei den Schweizer Skimeisterschaften 1956 in Gstaad auf den sechsten Platz über 15 km sowie auf den dritten Rang in der Nordischen Kombination und beim Saisonhöhepunkt, den Olympischen Winterspielen 1956 in Cortina d’Ampezzo, auf den 33. Platz über 15 km sowie zusammen mit Werner Zwingli, Fritz Kocher und Marcel Huguenin auf den siebten Rang in der Staffel. Bei den Schweizer Meisterschaften 1958 kam er auf den neunten Platz über 15 km und erneut auf den dritten Rang in der Nordischen Kombination. In folgenden Jahren holte er bei den Schweizer Skimeisterschaften 1959 in Engelberg über 15 km den Meistertitel und errang in der Nordischen Kombination den vierten Platz und bei den Schweizer Skimeisterschaften 1960 in Saas-Fee den Meistertitel in der Nordischen Kombination sowie den fünften Platz im 15-km-Lauf.